# Petites misères de la vie conjugale
Petites misères de la vie conjugale (em português Pequenas misérias da vida conjugal) é um ensaio escrito por Honoré de Balzac de 1830 a 1846, em diversas partes revistas e reformuladas. Composto de trinta e sete capítulos surgidos separadademente em "Le Caricature", "La Presse", "Le Diable à Paris" e outras revistas, foi objeto de duas edições globais distintas: por Chlendowki e por Roux et Cassanet (essa última não foi controlada por Balzac). Está incluído nos Estudos Analíticos da Comédia Humana.

## Recepção
Em 1844, Balzac escrevia já à condessa Hanska: "As pequenas misérias da vida conjugal em Paris acabam de obter um grande sucesso". Entre as brigas de editores e revisões incessantes, os 37 capítulos (que se tornariam 38 ao fim) foram finalmente integrados à Comédia Humana de Houssiaux em 1856. Chlendowski havia, crê-se, recusado um acordo com Furne.

## Tema
A obra tem semelhanças temáticas com outra da mesma parte, Physiologie du mariage. Mistura de conselhos e narrativas, o ensaio faz uma volta com todos os detalhes da vida conjugal. Uma lista exaustiva de situações afetivas, financeiras, familiares. Ao décimo capítulo, Balzac vai até mesmo fazer a demonstração e o cálculo dos sucessos e economias de um casamento. Nada de muito filosófico nisso, mas mais adiante, o tom é mais grave: ele fala de crianças, educação, psicologia, amor-próprio, conflitos. Se encontram páginas humorísticas nessa curiosa obra que se pode ler não em contínuo (foi escrita, de resto, nessa desordem). Encontram-se retratos jocosos ou graves.
Essa obra insólita remonta ao ponto em que Balzac segurava a vida com força, oferecendo ao mundo o resultado de duas descobertas pessoais.